# 柯朝元
柯朝元，國防醫學院醫學系83期、長庚大學醫務管理碩士班畢業，歷任國軍桃園總醫院社醫部主任、軍醫局醫務計畫處副處長、衛勤保健處處長、臺中總醫院副院長，現為國軍高雄總醫院院長
。